# 堀田駅 (名鉄)
堀田駅（ほりたえき）は、愛知県名古屋市瑞穂区新開町にある、名古屋鉄道名古屋本線の駅である。駅番号はNH32。

## 歴史
- 1928年（昭和3年）4月15日 - 愛知電気鉄道により、名古屋市電と連絡する特急停車駅[3]として開業。
- 1930年（昭和5年）
  - 7月 - 複線化と曲線改良に伴い現在位置に移転[3]。
  - 9月20日 - 超特急「あさひ」が設定され停車駅になる[4][5]。
- 1935年（昭和10年）8月1日 - 名岐鉄道への合併により名古屋鉄道が発足したため、同社の駅となる。
- 1936年（昭和11年）頃 - 超特急が廃止され特急停車駅に降格[5]。
- 1939年（昭和14年） - 駅舎改築[3]。
- 1945年以前 - 特急が廃止される[5]。
- 1960年（昭和35年）2月25日 - 南口新設[6]。
- 1965年（昭和40年）
  - 8月 - 50円、10円、5円の3種硬貨に加え百円紙幣にも対応した多種類電子乗車券券売機（日本初の紙幣対応券売機）を設置[7]。
  - 9月1日 - 興服産業専用線（0.2 km）廃止[8]。同年度中に貨物営業廃止[9]。
- 1966年（昭和41年） - 跨線橋新設[10]。
- 1968年（昭和43年）4月28日 - 下り線高架化[11]。
- 1969年（昭和44年）2月23日 - 上り線が高架化され、当駅を含む神宮前駅 - 呼続駅間の高架化完成[11]。
- 1972年（昭和47年）2月29日 - 駅ビル完成。鉄筋10階建[12]。
- 1987年（昭和62年）5月 - 自動改札機設置[13]。
- 2004年（平成16年）9月15日 - トランパスの供用開始[14]。
- 2010年（平成22年）3月23日 - バリアフリー化。
- 2011年（平成23年）2月11日 - ICカード乗車券「manaca」供用開始。
- 2012年（平成24年）2月29日 - トランパス供用終了。
- 2017年（平成29年）3月 - ホーム嵩上げ工事完了。

## 駅構造
2面4線の相対式ホームを持つ高架駅。新幹線などに見られる待避型（乗換不可）の構造となっている。ホームは8両分だが、名古屋方へ2両分延伸可能な構造となっている。
終日駅員配置駅。自動券売機2台、自動改札機4台が設置されている（自動精算機は設置されていない）。ミューチケットは窓口および自動券売機で発売。
岐阜・津島方面へは二ツ杁駅、犬山方面は西春駅まで事実上待避ができないため、豊川稲荷発の毎時2本の急行一宮行き（日中は豊明発の準急佐屋行き）は、当駅で特急を待避している。待避を行う列車は、ホーム直前にある第2場内信号機の警戒現示に従って低速で進入する。また待避を行わない列車に対しては、場内信号機は注意現示だが出発信号機は進行を現示している。
構造上、普通列車が急行・準急を待避することが出来ないのも、堀田駅の特徴のひとつである。実際昼間時の普通列車の多くは、3駅豊橋方の本笠寺駅で優等列車を待避する（本笠寺駅には、急行・準急が停車しないため、緩急接続が出来ない）。なお、高架化当時の名古屋本線は特急主体の運行で、急行の設定がなかった。
日中、回送電車が通過線で待避し、後続の急行が追い越すことがある。
地上時代は島式ホーム2面4線であった（駅改造により同様の形状に変更された例として阪急電鉄の六甲駅がある）。地上駅時代の跨線橋がその後金山橋駅に移設されて使用されていた。
神宮前方に片渡り線2組があり、上り列車の1番線入線及び4番線からの下り方面出発による折り返しが可能である。1980年頃までは堀田駅始発・終着列車が少数ながら存在し、その後は特急北アルプス号が神宮前駅で営業運転を開始・終了する際の折り返しにも用いられていたが、現在の使用機会は名古屋本線神宮前駅以東が突発的な事故などで運休になった場合を除いて皆無である。
2023年3月17日まで当駅の下り時刻表および発車標は、次の神宮前駅での変更後の種別で表記されていたが、翌日のダイヤ改正時より他の駅と同様に到着した列車と同じ種別の表記に変更された。
自動改札機は、東芝製（EG-2000）が設置されている。
発車標はLED式2段表示。1・4番線ホームならびに改札口に計6機設置されている。2009年（平成21年）以前はソラリー式2段表示（備考欄なし）の発車標が設置されていた。待避線にのみホームがあるため通過列車は表示されなかった。ちなみに新設されたLED式案内表示機は布袋駅などに設置されているものと同じく、種別部分がフルカラーとなっている。
駅自動放送も新鵜沼駅で使われている、「種別→行き先→停車駅」のものに更新されている。
エレベーターは2010年（平成22年）3月23日より使用開始となった。多機能トイレも設置されている。
ホームの上屋根は階段付近の約3両分が高架化当初からのもので、神宮前駅方の約2.5両分が後に増設された。
2番線と3番線はホームのない通過線（通過列車が使用）のため、ホームとしては欠番となっている。その通過線が本線であるため、停車列車が入る1番線と4番線は待避線ということになる。
1・4番線の枕木は木製のまま残されている。
通過列車の速度が最高でも90km/h程度のため、分岐器は高速対応型ではない。
高架駅の完成時期が古いこともあり、バリアフリーには全く対応していなかった。地表から中2階にある改札口へは階段を上る必要があるほか、さらに改札からホームまでの比較的長い階段を含め、エスカレーターが設置されていない。トイレは改札の外にあるが、1階からさらに階段を数段降りた先の奥まった位置にある。なお、当駅のバリアフリー対応工事は2010年（平成22年）3月に完成した。ホームの嵩上げは2017年（平成29年）3月に完了した。

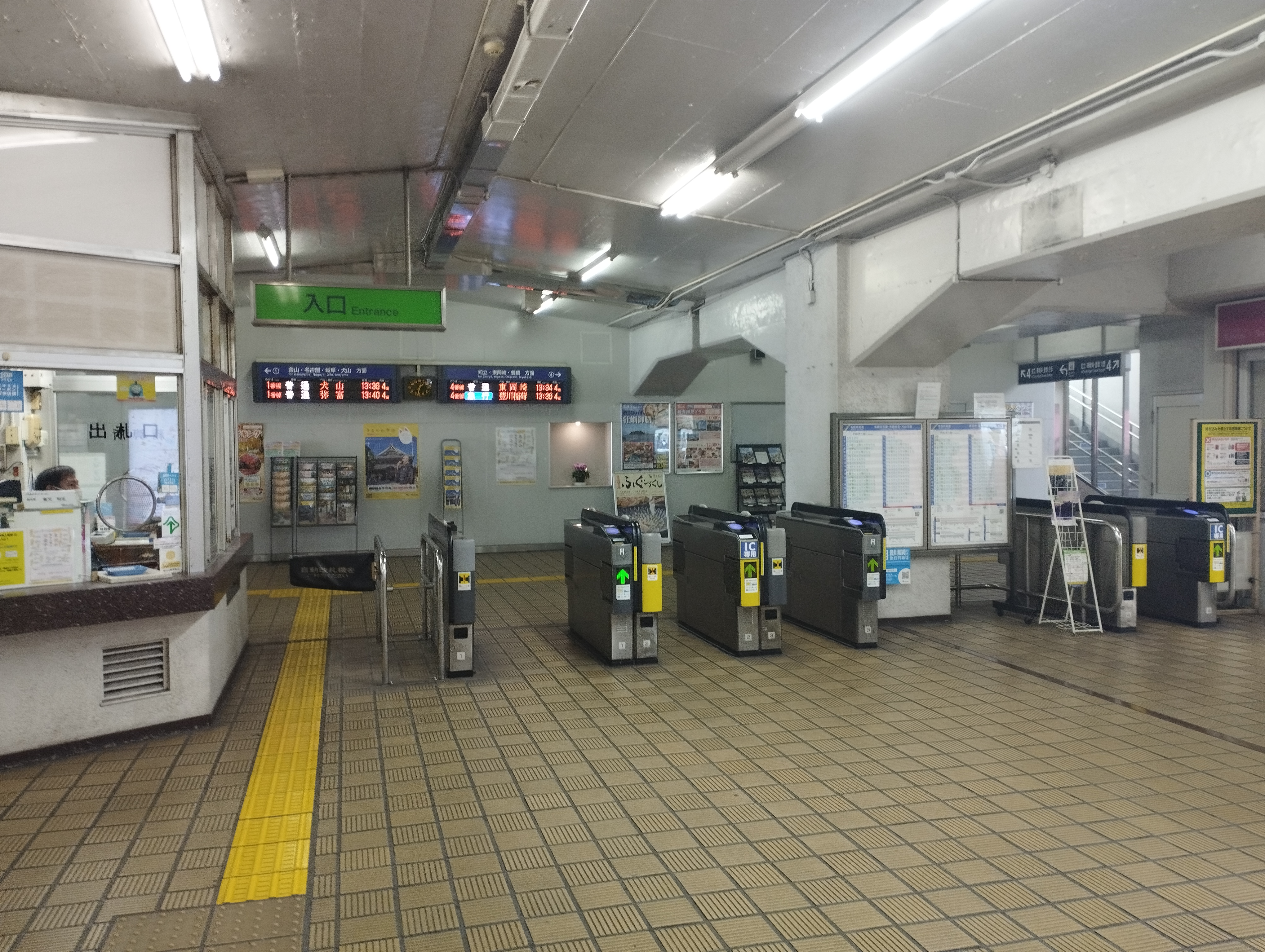
改札口
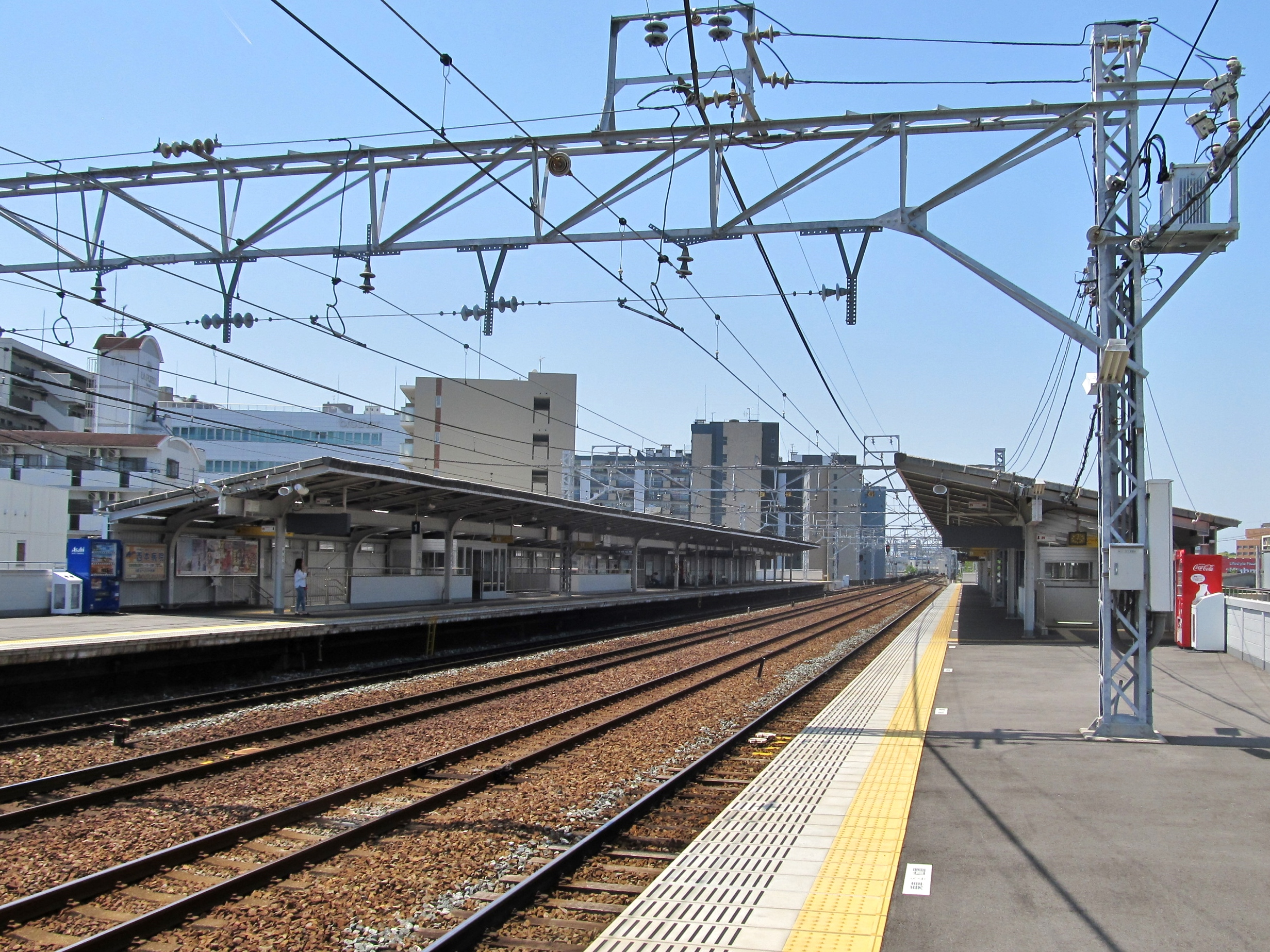
ホーム（2018年5月）
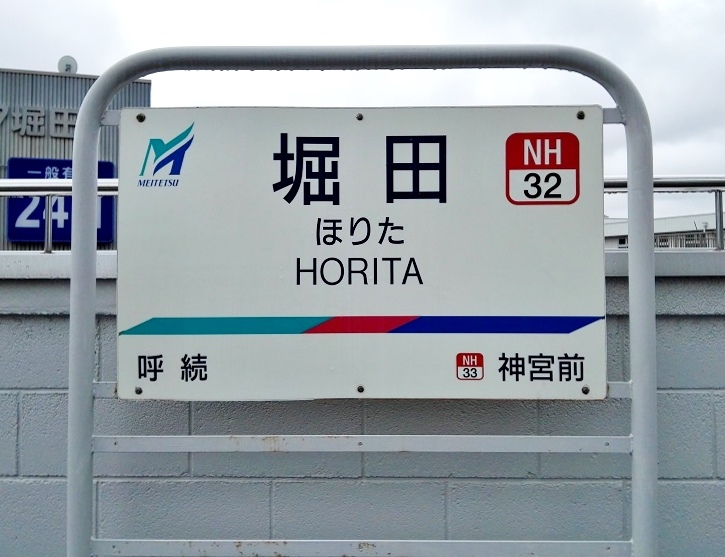
駅名標

| 番線 | 路線          | 方向 | 行先                           |
| ---- | ------------- | ---- | ------------------------------ |
| 1    | NH 名古屋本線 | 下り | 名鉄名古屋・名鉄岐阜・犬山方面 |
| 4    | NH 名古屋本線 | 上り | 東岡崎・豊橋方面               |

### 配線図
| ← 東岡崎・ 豊橋方面 | \| \| \| \| \| \| \| \| \| \| \| \| 1 \| \| \| \| \| \| \| \| \| \| \| \| \| \| \| \| \| \| \| \| \| \| \| \| \| \| \| \| \| \| \| \| \| 4 \| \| \| \| \| \| \| \| \| \| \| \| \| \| \| \| \| \| \| \| \| | → 名古屋・ 岐阜方面 |       |       |       |
| 凡例 出典:          | |                     |       |       |       |
|                     | 0D222 |                     |       |       |       |
| 1                   | |                     |       |       |       |
| sensd               | voie | bifbg               | bifbd | voie  | sensd |
| sensg               | bifhd | voie                | voie  | bifhg | sensg |
| 4                   | |                     |       |       |       |
|                     | |                     |       |       |       |

| ← 東岡崎・ 豊橋方面 | 堀田駅構内配線略図（1957年） - 地上島式2面4線（旅客線） | → 新名古屋・ 新岐阜方面 |
| 凡例 出典:          |                                                         |                         |

## 駅周辺

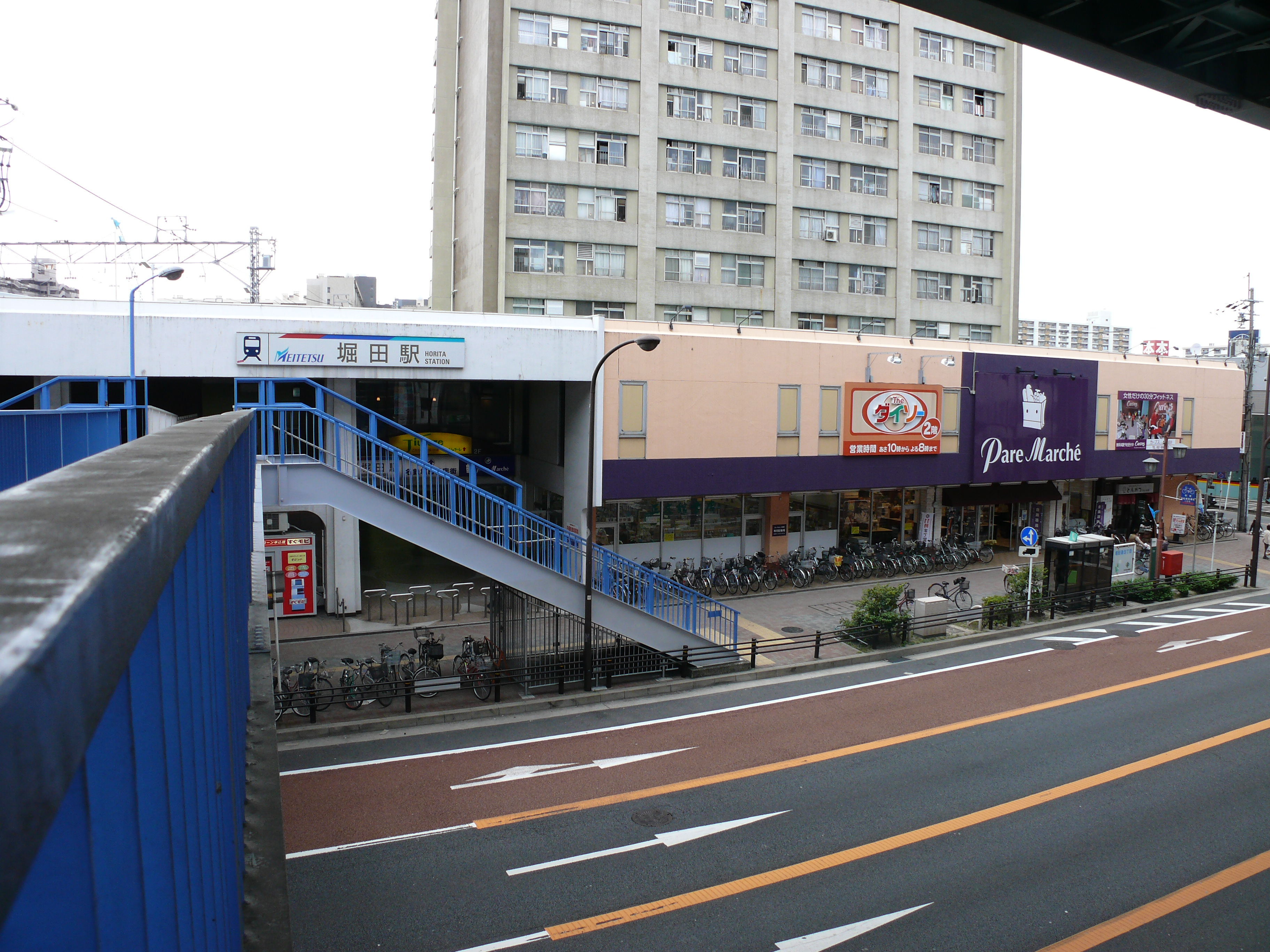
かつて駅ビルに入居したパレマルシェ堀田店（2007年）

当駅周辺の堀田という地名は、この辺りが低地であり、雨が降ると水田が堀のようになることから付けられたと言われている。
1972年（昭和47年）までは駅前に名古屋市電（東郊線）の堀田駅前停留場があり、乗り換えが可能であったことからかつては賑わっており、駅付近には古い商店街がいくつかある。なお、駅舎の2階から空港線の道路反対側まで延びている歩道橋は市電があったことから存在しており（橋の下、現在の自転車置場辺りに電停があった）、乗り換えに便利であったという。
名鉄線高架直下に所在していた名鉄堀田名店街は、2022年3月末に閉鎖され、高架下空港線側に所在していたパレマルシェ堀田店も2022年8月20日付で閉店した。
駅前広場は存在しない。

### 主な施設
| - 名古屋市営地下鉄名城線 - 堀田駅 - 当駅と同名だが、南方300mほどの距離がある。 - UR都市機構 堀田市街地住宅 - 再開発により建替え予定 - ブラザー工業本社・瑞穂工場・桃園工場・技術開発センター - ブラザーミュージアム - ブラザー記念病院 - エクシング本社 - トヨトミ本社 - パロマ 本社 | - フルタ電機本社 - 名古屋高速3号大高線 - 堀田出入口 - 国道1号 - 妙音通（愛知県道221号岩崎名古屋線） - 空港線（名古屋市道堀田高岳線） - 愛知みずほ大学 短期大学部 - 愛知みずほ大学瑞穂高等学校 - カインズ 名古屋堀田店 - エイムスクエアゲート（カインズ敷地内） - 三洋堂書店 本部・新開橋店 - 三菱UFJ銀行 堀田支店・笠寺支店 - あいち銀行 堀田支店 - 名古屋銀行 堀田支店 - 名古屋市立堀田小学校 |

### 路線バス
名古屋市営バス：「名鉄堀田」バス停
当駅の南北に1ヶ所ずつ設置されている。基幹バスは北側の停留所にのみ停車する。
- 基幹1（基幹バス）：栄 - 名鉄堀田 - 笠寺駅・星崎・鳴尾車庫[20]
- 金山18：金山 - 名鉄堀田 - 鳴尾車庫 - 要町[20]
- 瑞穂巡回：新瑞橋 - 名鉄堀田 - 瑞穂運動場東 - 新瑞橋[20]

## 利用状況
- 「移動等円滑化取組報告書」によれば、2021年度の1日平均乗降人員は11,199人である[21]。
- 『名鉄120年：近20年のあゆみ』によると2013年度当時の1日平均乗降人員は13,602人であり、この値は名鉄全駅（275駅）中25位、名古屋本線（60駅）中13位であった[22]。
- 『名古屋鉄道百年史』によると1992年度当時の1日平均乗降人員は19,056人であり、この値は岐阜市内線均一運賃区間内各駅（岐阜市内線・田神線・美濃町線徹明町駅 - 琴塚駅間）を除く名鉄全駅（342駅）中19位、 名古屋本線（61駅）中12位であった[23]。
- 『名鉄 1983』によると、1981年度当時の一日平均乗降人員は17,993人であり、この値は名鉄全駅中17位であった[24]。
- 『創立70周年記念 今日と明日の名鉄』によると、1960年度当時の一日平均乗降人員は20,175人であり、1963年度の値は26,951人であった[25]。
- 『岡崎市戦災復興誌』掲載の統計資料によると、1948年（昭和23年）11月1日 - 1949年（昭和24年）4月30日間の半期における一日平均乗降人員は6,757人であり、この値は名鉄全駅中8位であった[26]。
- 『名古屋市統計年鑑』によると、2019年度の1日平均乗車人員は7,117人である。各年度の1日平均乗車人員は以下の通り[27]。

| 年度   | 1日平均 乗車人員 |
| ------ | ---------------- |
| 1991年 | 9,576            |
| 1992年 | 9,431            |
| 1993年 | 9,168            |
| 1994年 | 8,758            |
| 1995年 | 8,388            |
| 1996年 | 7,934            |
| 1997年 | 7,519            |
| 1998年 | 7,203            |
| 1999年 | 7,048            |
| 2000年 | 6,896            |
| 2001年 | 6,605            |
| 2002年 | 6,622            |
| 2003年 | 6,600            |
| 2004年 | 6,492            |
| 2005年 | 6,754            |
| 2006年 | 6,877            |
| 2007年 | 6,975            |
| 2008年 | 6,933            |
| 2009年 | 6,616            |
| 2010年 | 6,522            |
| 2011年 | 6,455            |
| 2012年 | 6,613            |
| 2013年 | 6,718            |
| 2014年 | 6,766            |
| 2015年 | 6,884            |
| 2016年 | 6,893            |
| 2017年 | 6,974            |
| 2018年 | 7,088            |
| 2019年 | 7,117            |

急行停車駅ではあるが近くに地下鉄堀田駅があるほかに基幹バスが栄まで直通するために利用は分散しており、準急停車駅の有松駅より利用客は少ない。

## 隣の駅
名古屋鉄道
NH 名古屋本線
□快速特急・■特急
通過
■急行・■準急
鳴海駅（NH27） - 堀田駅（NH32） - 神宮前駅（NH33）
■普通
呼続駅（NH31） - 堀田駅（NH32） - 神宮前駅（NH33）
※ かつては呼続駅 - 当駅間に南井戸田駅、井戸田駅が存在した。